# ابن الشعب (فلم)
ابن الشعب هو فيلم دراما مصري من إخراج موريس ابتكمان وبطولة سراج منير، ميمي شكيب، جميل عزت، عمر وصفي، بشارة واكيم وماري منيب، صدر الفيلم في 5 يناير 1934.

## نبذه
ينشأ الشاب بين أبوين فقيرين لكنه حين يصبح محاميًا ذا منصب عالٍ يتنكر لأبيه وأمه، وحين يعتزم الزواج يتقدم إلى فتاة من الطبقة الأرستقراطية مدعيًا أنه ينتمى على هذه الطبقة وأن أباه قد مات، حين يعرف أبوه بفعلته، يصدم في ابنه ليموت بأزمة قلبية، لكن الشاب يرسل إلى خطيبته خطابًا يعترف فيه بأصله وفصله.

## طاقم العمل
- سراج منير بدور جمال مصطفى
- ميمي شكيب بدور أمينة
- جميل عزت بدور أحمد
- عمر وصفي بدور الحاج مصطفى
- بشارة واكيم بدور الباشا والد أمينة
- ماري منيب بدور الأم

## وصلات خارجية
- ابن الشعب على موقع قاعدة بيانات الأفلام العربية